# Walthari Teja Uhlenhuth
Walthari Teja Uhlenhuth (W. T. Uhlenhuth; eigentlich: Wilhelm Eduard Walther Uhlenhuth, geb. 16. September 1881 in Coburg; gest. 7. Februar 1965 in Sinsheim) war ein deutscher Fotograf und Maler.

## Lebensweg

Fototasche des Foto-Ateliers und Foto-Handels W. T. Uhlenhuth in Medan, Kesawan 52

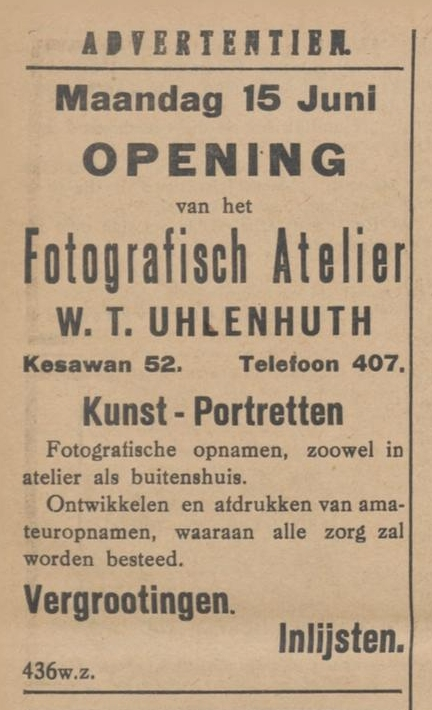
Eröffnung des fotografischen Ateliers W. T. Uhlenhuth in Medan auf Sumatra, Kesawan 52, am 15. Juni 1925 – Werbeanzeige in: „De Sumatra post“

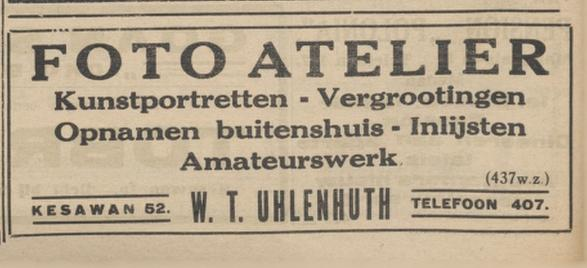
Fotoatelier W. T. Uhlenhuth in Medan, Werbeanzeige von 1925 aus „De Sumatra post“

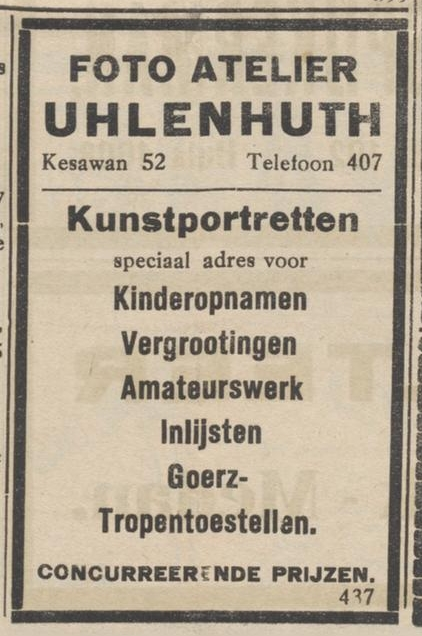
Werbeanzeige des Fotoateliers Uhlenhuth in Medan auf Sumatra aus „De Sumatra post“ von 1925

Getauft wurde W. T. Uhlenhuth auf den Namen Wilhelm Eduard Walther Uhlenhuth. Geschäftlich trat er zumeist als W. T. Uhlenhuth in Erscheinung, wobei W. T. für Walthari Teja steht. 
Wilhelm Eduard Walther Uhlenhuth war ein Sohn des Hofphotographen Professor Eduard Uhlenhuth (1853–1919) und seiner Ehefrau Wilhelmine „Minna“ Koppe (geb. 29. September 1857; gest. ?).
Nach seinem Besuch des Herzöglichen Ernestinums in Coburg erhielt Walthari Teja Uhlenhuth eine Ausbildung zum Fotograf, Maler und Zeichner. Nach seinem Militärdienst beim 6. Thüringischen Infanterieregiment Nr. 95 war er für mehrere Jahre in Frankreich, Italien, der Schweiz sowie in Algier tätig. Uhlenhuth lebte auch mehrere Jahre lang in der deutschen Kolonie Deutsch-Ostafrika,.
Uhlenhuth galt als vielseitiger Sportsmann und war unter anderem Bergsteiger.
Im März 1904 schrieb W. T. Uhlenhuth einen Brief an den Naturwissenschaftler und Freidenker Ernst Haeckel (1834–1919), in dem er sich selbst als Anhänger der Ideen Haeckels und als Feind aller Pfaffen und der Dummheit bezeichnet.
Von 1910 bis 1914 lebte Uhlenhuth in Niederländisch-Indien (dem heutigen Indonesien)., wo er offenbar zunächst als Pflanzer arbeitete. Ein Adressbuch von Niederländisch-Indien aus dem Jahr 1911 verzeichnet den „Assist photograaf“ (Assistenz-Fotograf) W. Uhlenhuth in Medan; ab 1912 dann ohne den Zusatz Assist.
Mit Ausbruch des Ersten Weltkrieges im August 1914 wurden auch in China und Japan die wehrfähigen Deutschen eingezogen und in die Hauptstadt des deutschen Pachtgebiets Kiautschou in China Tsingtau (heute: Qingdao) beordert. So kam auch W. T. Uhlenhuth, der bis dahin in Niederländisch-Indien lebte, nach Tsingtao. Dort war er bei dem Fotohändler Eugen Straub, Friedrichstr. 12, tätig. Uhlenhuth wurde als Vizefeldwebel der Landwehr zur 2. Kompagnie des Ostasiatischen Marine-Detachements einberufen.
In Tsingtau kam es am 30. August 1914 zu einer heftigen Überschwemmung infolge ungewöhnlich starker Regenfälle. Der Li-Tsun-Fluss trat über seine Ufer. Etliche Häuser wurden weggeschwemmt und zahlreiche Chinesen sowie mindestens zwei deutsche Soldaten kamen ums Leben. Uhlenhuth schildert diese Naturkatastrophe im Eintrag vom 31. August 1914 in sein Tsingtau-Tagebuch. Seine Erlebnisse bei der Flutkatastrophe in Tsingtau Ende August 1914 schilderte Uhlenhuth auch in der Mannheimer Tageszeitung Hakenkreuzbanner, dem nationalsozialistischen Kampfblatt Nordwestbadens, vom 22. Juni 1938.
Vom 13. September bis zum 7. November 1914 wurde Tsingtau von japanischen und britischen Truppen belagert. Nach dem japanisch-britischen Sieg geriet Uhlenhuth im November 1914 in japanische Kriegsgefangenschaft und wurde zunächst in einem Lager in Kumamoto (Gefangenennummer 3762, Heimatort: Coburg) festgesetzt; am 9. Juni 1915 wurde er ins Lager Kurume verlegt. Er war offenbar auch während seiner  Kriegsgefangenschaft als Photograph tätig. Erst im Dezember 1919 wurde Uhlenhuth aus japanischer Kriegsgefangenschaft entlassen. Sein Vater war bereits am 21. September 1919 in Coburg verstorben.
Im November 1922 waren Bilder Uhlenhuths, überwiegend Ölgemälde, mit Motiven aus der näheren Umgebung von Coburg, dem Maintal, Sesslach und der Fränkischen Schweiz, aber auch aus Sumatra und Japan, im Coburger Kunstverein ausgestellt. W. T. Uhlenhuth hielt sich mindestens von Dezember 1923 bis Mai 1924 in Coburg auf.
Wahrscheinlich im Mai 1925 ging Uhlenhuth wieder nach Niederländisch-Indien. Am 15. Juni 1925 eröffnete W. T. Uhlenhuth sein eigenes Fotoatelier in Medan auf Sumatra, unter der Adresse Kesawan 52. Von 1925 bis 1935 ist das Fotoatelier und der Fotohandel W. T. Uhlenhuth in Medan auf Sumatra nachweisbar. Das Studio Uhlenhuth hatte die Adresse Kesawan 52. In derselben Straße bestand von 1889 bis 1897 das Fotostudio Kleingrothe & Stafhell, das einer seiner beiden Inhaber, der deutsche Fotograf Carl Josef Kleingrothe (auch: Karl Josef oder Charles Joseph Kleingrothe; geb. 24. September 1864 in Krefeld; gest. 25. Februar 1942 in Frankfurt am Main), noch bis 1915 allein weiter betrieb, unter der Firma: Photography Studio, C. J. Kleingrothe.
Im Jahr 1926 war W. T. Uhlenhuth im Vorstand der Amateur-Fotografen-Vereinigung „Ostküste von Sumatra“ (AFVOS). Er betätigte sich unter anderem als Juror bei Fotowettbewerben und hielt Vorträge über das Retuschieren von Fotografien.
Im Mai 1928 wurde Uhlenhuth und seiner Frau E. Mikuskowitsch in Medan auf Sumatra der Sohn Udo Eduard geboren.
In der zweiten Hälfte der 1930er Jahre kehrte Uhlenhuth nach Deutschland zurück; zunächst in seine Geburtsstadt Coburg. Später wurde er am Zeughaus-Museum der Stadt Mannheim angestellt und wohnte in Mannheim in der Uhlandstr. 17. Im Jahr 1938, im Alter von etwa 57 Jahren, heiratete W. T. Uhlenhuth in Mannheim Anna Gamber. Nach seinen Foto- und Text-Beiträgen zur Mannheimer Tageszeitung Hakenkreuzbanner zu urteilen, lebte Uhlenhuth wahrscheinlich von mindestens Dezember 1937 bis mindestens Dezember 1942 in Mannheim.
Am 6. August 1952 zog das Ehepaar nach Neckarbischofsheim, wo W. T. Uhlenhuth als Maler und Zeichner tätig blieb.
Um 1960 war Uhlenhuth Mitglied der „Vereinigung ehemaliger Tsingtauer“, die ihren Sitz in Neckarbischofsheim bei Heidelberg hatte.
Er starb am 7. Februar 1965 in Sinsheim, im Alter von 83 Jahren.

## Veröffentlichungen
Zeitungsbeiträge von W. T. Uhlenhuth
- Meine Ausreise nach Indien. Suezkanal bis Colombo. In: Coburger Zeitung 1925 = Jg. 64
  - 1. Teil: Nr. 125, 30. Mai 1925, (Digitalisat)
  - 2. Teil: Nr. 126, 2. Juni 1925, (Digitalisat)
  - 3. Teil: Nr. 127, 3. Juni 1925, (Digitalisat)
- Inmitten chinesischer Schrecknisse. Kulis rufen dringend um Hilfe. In: Hakenkreuzbanner, 8. Jahrgang, Nr. 282, 22. Juni 1938, Früh-Ausgabe, (Digitalisat)
- Als Kriegsgefangener im japanischen Theater. In: Hakenkreuzbanner, Früh-Ausgabe A, 9. Jahrgang, Nr. 6, Mannheim, 4. Januar 1939, S. 3, (Digitalisat; PDF-Datei)

## Fotos von W. T. Uhlenhuth

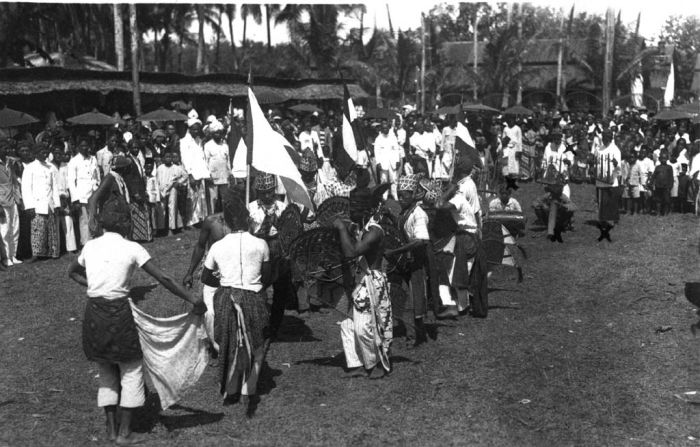
Tanz mit Steckenpferden. Aufführung des Kuda-Kepang-(Steckenpferd)-Tanzes in Deli Serdang auf Sumatra
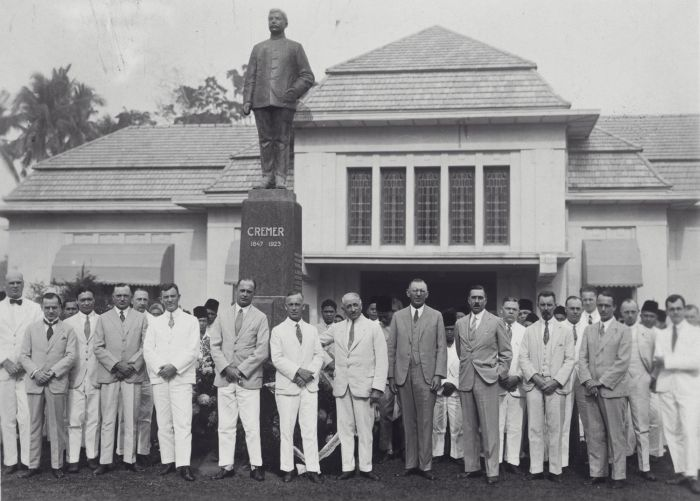
Gruppenfoto am Standbild von Jacob Theodoor Cremer (1847–1923) vor dem Gebäude der Deli Planters Vereniging, Sumatra, anlässlich des 50jährigen Jubiläums dieser Tabakpflanzer-Vereinigung, 1929
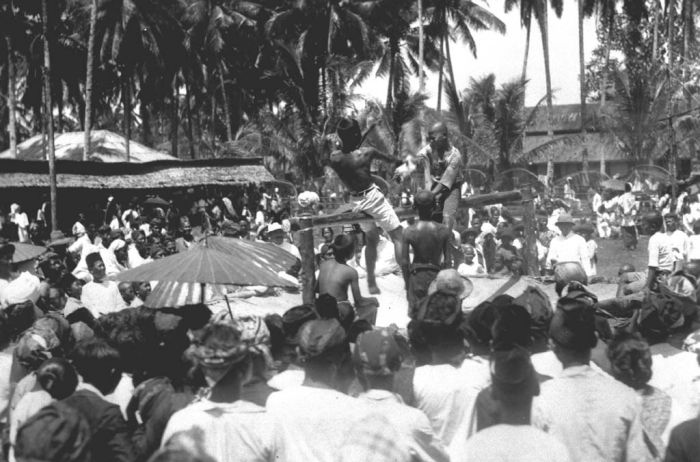
Öffentlicher Wettkampf
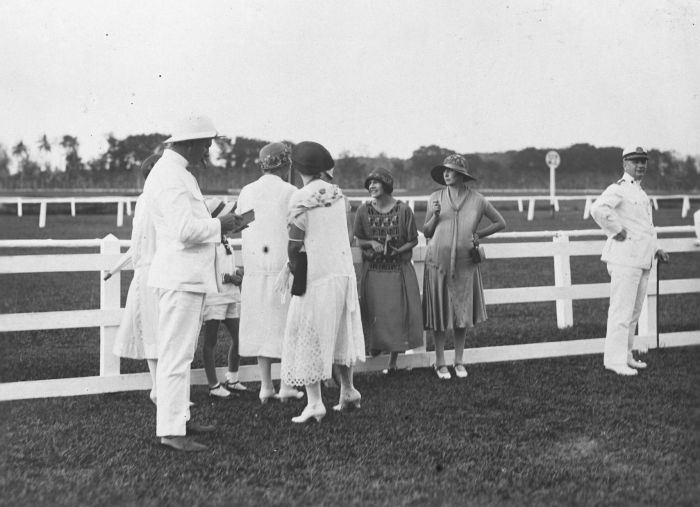
Zuschauer an der Pferderennbahn, 1925
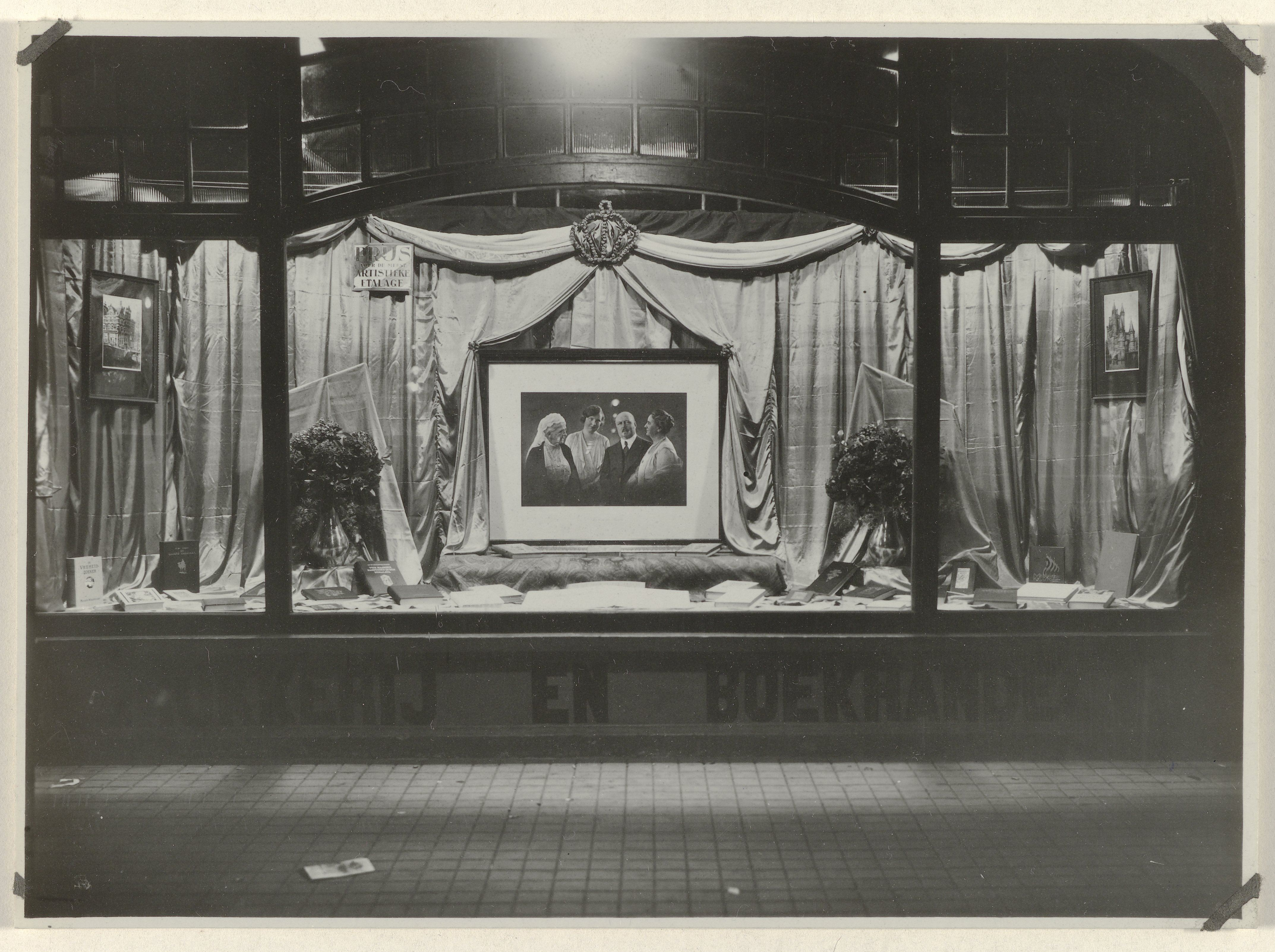
Schaufenster einer Buchhandlung in Medan, Sumatra, 1930, dekoriert anlässlich des 50. Geburtstags der niederländischen Königin Wilhelmina am 31. August 1930